# José Pagés Llergo
José Pagés Llergo (Villahermosa, Tabasco, México; 20 de septiembre de 1910 - Ciudad de México; 21 de diciembre de 1989) fue un periodista mexicano, fundador y director del semanario Siempre!. En México, se otorga el Premio Nacional de Periodismo «José Pagés Llergo» (hoy llamado Premio Nacional de Comunicación «José Pagés Llergo»).

## Trayectoria
Fue hijo del catalán José Pagés Parés y de la tabasqueña María Llergo. Durante su niñez, sus progenitores le llamaban «Chelito», que en lenguaje coloquial de esa región del Sureste de México corresponde a «güerito» o «rubio». Fue amigo y primo de Regino Hernández Llergo, con quien participó en la fundación de la revista Hoy y con quien realizó sus primeros ensayos en el periodismo.
La educación primaria la recibió en el colegio José N. Rovirosa de su ciudad natal, San Juan Bautista (hoy Villahermosa, Tabasco). Con 13 años de edad se trasladó a la Ciudad de México e ingresó al Colegio Español San José, en los rumbos de la colonia Tacubaya, donde recibió su educación secundaria.
Inició como ayudante de oficina en el diario El Demócrata en 1923 y en El Heraldo de México como compaginador. En 1928 viajó a Los Ángeles, y se desempeñó en el diario La Opinión, como corrector de pruebas, reportero, redactor, jefe de información y jefe de redacción. Asimismo, en 1930 colaboró como reportero en el The Daily News.
Fue corresponsal de guerra en junio de 1939, presenció la declaratoria de guerra de Adolf Hitler de la Segunda Guerra Mundial y lo entrevistó en exclusiva el 25 de septiembre de ese año, tras la caída de Varsovia. En 1941 realizó trabajos periodísticos en China y Japón en donde fue recibido por el emperador Hirohito. En su haber, se registran entrevistas a Joseph Goebbels, Benito Mussolini, Francisco Franco, el comandante japonés Hideki Tojo, el Papa Pío XII y el presidente checoslovaco Emil Hácha.
A su regreso a México, en 1942, Pagés Llergo dirigió por algunos meses el diario El Occidental, en la ciudad de Guadalajara.
Casó con Beatriz Rebollar, madre de los periodistas Beatriz Pagés Rebollar y José Pagés Rebollar, y del pintor Fernando Pagés Rebollar. En 1952, Pagés autorizó, en su calidad de director general, la publicación de una fotografía en el semanario Hoy de Beatriz Alemán, hija del entonces presidente Miguel Alemán Valdés, en compañía de su yerno Carlos Girón contemplando la bailarina Simone Clarins semidesnuda en el cabaret Carrols de París. En represalia, fue obligado a renunciar a su cargo, por lo que siguiendo una secuencia en el nombre de publicaciones fundó el semanario Siempre!. En 1937 había fundado otra publicación, Mañana. Apoyó la publicación del suplemento La Cultura en México que derivó en el diario Novedades y el nacimiento del semanario Proceso en 1976.
Sobre José Pagés Llergo, el escritor mexicano Octavio Paz declaró, durante la entrega al periodista de la presea "José María Pino Suárez", otorgada por el gobierno del Estado de Tabasco, el 17 de enero de 1986: "(José) Pagés Llergo, que se dice inculto, es parte de la cultura mexicana con su labor en 'Hoy', 'Mañana' y 'Siempre'. Tres cualidades destacan en Pagés: su persistencia, su independencia y pluralismo, en un ambiente en que los periódicos se han convertido en fortalezas, en trincheras ideológicas".

## Premios y reconocimientos
- En su honor, el Premio Nacional de Periodismo, otorgado anualmente por el Gobierno del Estado de Tabasco, lleva su nombre.[3]
- Existe una estatua en su honor en el Parque de los Periodistas Ilustres en Venustiano Carranza.
- En 1986 recibió el Premio Francisco Martínez de la Vega, otorgado por la Unión de Periodistas Democráticos, y la Medalla José María Pino Suárez, que otorga el Gobierno del Estado de Tabasco.
- En Azcapotzalco un Centro de Usos Múltiples de la colonia El Recreo lleva su nombre. Frente a él existe un busto en su honor.
- En la alcaldía Azcapotzalco se creó una escuela secundaria (educación básica) con el número 294 y clave de centro de trabajo 09DES0294K, de tiempo completo con alto nivel académico, se ubica en la calzada de la Naranja, en los límites con el Estado de México, municipio de Naucalpan. [4]